# José Ángel Pozo
Artikeln följer den spanska namnseden; faderns efternamn är Pozo och moderns efternamn La Rosa.
José Ángel Pozo La Rosa, född 15 mars 1996, är en spansk fotbollsspelare (anfallare) som spelar för Rayo Vallecano.

## Karriär
Pozo föddes i Málaga, men flyttade som 11-åring till Madrid för att spela i Real Madrids ungdomslag. Han spelade för Real Madrid i fem år innan han i början av 2012 värvades av Manchester City för 2,4 miljoner pund. Vid övergången följde även Pozos yngre bror, Iker Pozo, med för att spela i Manchester Citys akademi.
Han spelade under sin första säsong i England för Citys U18-lag och blev nominerad till utmärkelsen "Årets akademispelare" i klubben. Han missade stora delar av sin andra säsong i klubben på grund av skadebekymmer, vilket gjorde att han endast spelade nio matcher under säsongen 2013/2014. Han gjorde en stark återkomst efter skadeproblemen och fick spela för Citys U21-lag, som tränades av Patrick Vieira. Han drog där till sig mycket uppmärksamhet och fick smeknamnet "Mini-Messi".
Pozo blev uttagen i A-laget för första gången den 24 september 2014 till matchen mot Sheffield Wednesday i den tredje omgången av Ligacupen. Pozo debuterade när han i den 64:e minuten byttes in mot Yaya Touré. Han gjorde sitt första mål i den 88:e minuten, det sjätte målet i en 7–0-vinst.
Pozo debuterade i Premier League den 3 december 2014 i en 4–1-vinst över Sunderland, där han i den 83:e minuten byttes in mot Samir Nasri. Den 13 december spelade Pozo sin första match från start för Manchester City, i en 1–0-bortavinst över Leicester City. Han fick chansen från start efter att Edin Džeko hade skadat sig på uppvärmningen.